# Simon Nicolas Mansion
Pour les articles homonymes, voir Mansion.
 (juin 2018).
Si vous disposez d'ouvrages ou d'articles de référence ou si vous connaissez des sites web de qualité traitant du thème abordé ici, merci de compléter l'article en donnant les références utiles à sa vérifiabilité et en les liant à la section « Notes et références ».
Simon Nicolas Mansion, ou Louis Mansion dit Mansion jeune, est un ébéniste et sculpteur français, né le 18 janvier 1769 à Richelieu (Indre-et-Loire), et mort le 21 août 1837 à Paris. Il fut inhumé le 22 août au cimetière de Montmartre.

## Biographie

### L'ébéniste
Membre d'une illustre famille d'ébénistes du faubourg Saint-Antoine à Paris.
Il se distingua dans l'ébénisterie de luxe, exécutant du mobilier de style Empire notamment en acajou, en ébène et en citronnier. Son travail est caractérisé par une construction simple et soignée dans les plus petits détails. Il exécuta un meuble qu’il désirait montrer à Napoléon Bonaparte, alors Premier Consul, décoré d’attributs néo-gothiques, lyres, lances et feuilles de laurier en cuivre incrustées dans le bois.
Pour l’Exposition industrielle de 1806, la quatrième du genre, qui distingua notamment le tapissier Christophe-Philippe Oberkampf, il réalisa un secrétaire et une commode d’un genre neuf en bois d’acajou et d’if, ornés d’appliques à feuilles d'acanthe.
Il réalisa également une commode et un secrétaire en acajou qui furent offerts à Napoléon Ier par la municipalité parisienne pour le jour de sa fête en août 1806. Ces deux meubles prirent place dans l’appartement de l’impératrice Joséphine aux palais des Tuileries puis au château de Malmaison. Ils font encore partie du Mobilier national.

### Le sculpteur

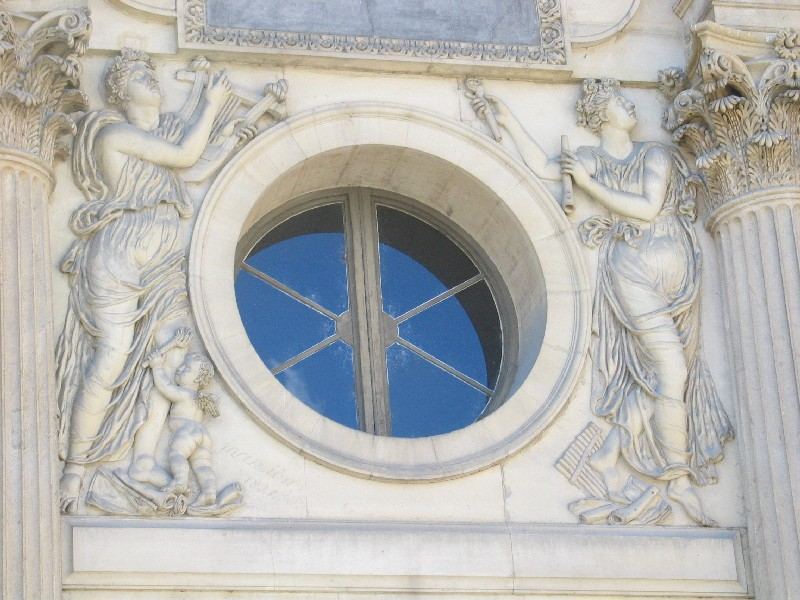
La Poésie lyrique et la Musique (1824), Paris, Cour carrée du palais du Louvre.

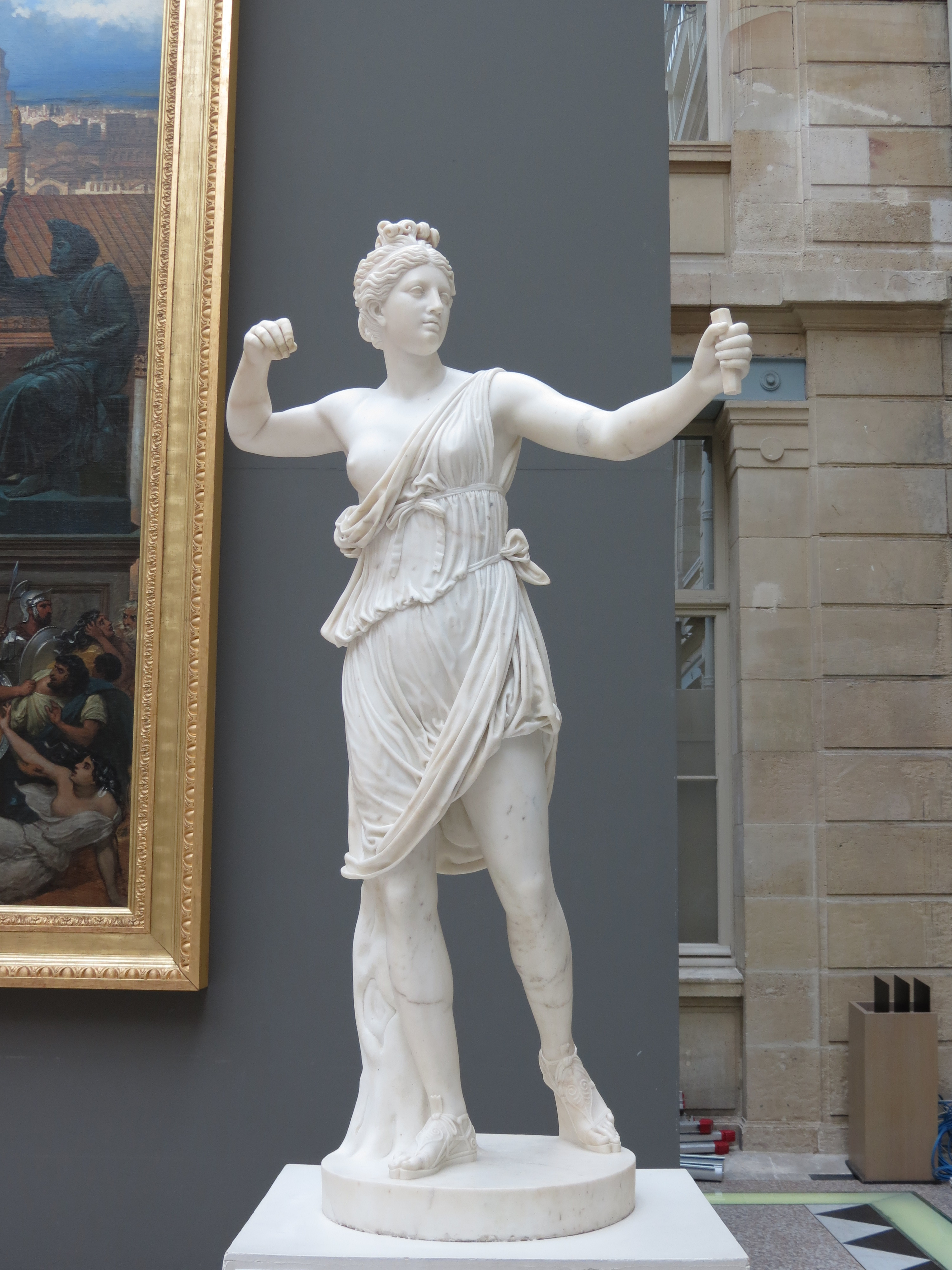
Diane chasseresse (1817), musée des beaux-arts de Rouen.

À partir de 1809, Mansion se consacra exclusivement à la sculpture.
On lui doit plusieurs bas-reliefs qui décorent les œils-de-bœuf du palais du Louvre à Paris, comme celui de La Poésie lyrique et la Musique (1824) sous l’horloge de la Cour carrée. On lui doit également des bustes et des statues pour le compte de l’État.
Selon sa fille, il perdit la vue en 1824 en exécutant les bas-reliefs du Louvre et mourut « pauvre, victime de son dévouement à l’Empire, pour avoir refusé de faire la statue du général Moreau que lui demandait le gouvernement de la Restauration. »[réf. nécessaire]

## Œuvres
- Aconce, 1810, statue en marbre, château de Compiègne, acquise par la maison de l'Empereur.
- L’Empereur donnant la paix à la terre, 1810, localisation inconnue.
- Portrait du fils de l’auteur,1810,  buste, localisation inconnue.
- Ajax, fils d’Oïlée, 1812, localisation inconnue.
- Cydippe au moment où elle vient de ramasser la pomme qu'Aconce a fait rouler à ses pieds, 1815, localisation inconnue.
- Le Dieu d’Épidaure protégeant la beauté, 1816, groupe en plâtre, localisation inconnue.
- Découverte de la vaccine symbolisée par la vache, 1816, groupe en plâtre, localisation inconnue.
- Nymphe chasseresse, 1817, statue en marbre,  commande de l’État, musée des beaux-arts de Rouen.
- Portrait de M. le vicomte de S., 1817, localisation inconnue.
- Portrait du fils de M. Hesse, peintre, 1817, localisation inconnue.
- Rembrandt, 1819, buste en marbre, Paris, Grande Galerie du musée du Louvre.
- Philippe de Champaigne, 1819, buste en marbre, localisation inconnue.
- Cydippe, amante d’Aconce, 1819, statue en marbre, musée des beaux-arts de Bordeaux.
- Le Peintre flamand Teniers, 1820, buste en marbre, Paris, Grande Galerie du musée du Louvre.
- André Laugier (1770-1832), 1821, buste en plâtre, Paris, Muséum national d'histoire naturelle.
- L’Architecte Claude Perrault, 1821, buste en marbre, localisation inconnue.
- M. Dupuytren, chirurgien en chef de l’Hôtel-Dieu à Paris, 1822, buste, localisation inconnue.
- Saint Jean l’évangéliste, statue colossale, commande du ministre de l’Intérieur, cathédrale Notre-Dame-et-Saint-Vaast d'Arras.
- Le Maréchal Fabert, 1822, buste en marbre, commande pour la Ville de Metz.
- Jean-François Michelot (1786-1856) sociétaire du Théâtre Français, 1822, buste en marbre, Paris, Comédie-Française.
- Gréty, 1824, buste en plâtre, localisation inconnue.
- La Poésie lyrique et la Musique, 1824, bas-relief en pierre ornant un œil-de-bœuf de la Cour carrée du palais du Louvre à Paris.